# Катерина Върмет
Катерина Върмет (на английски: Katherena Vermette) е канадска режисьорка, поетеса и писателка на произведения в жанра драма и детска литература.

## Биография и творчество
Катерина Върмет е родена на 29 януари 1977 г. в Уинипег, Манитоба, Канада, в семейство метиси. Пише поезия от ранна възраст. За да се издържа след гимназията, работи като учителка в детска градина в Уинипег, ръководи семинари по грамотност и програма за обучение и заетост на местни художници.
Заедно с работата си продължава да пише поезия, която публикува в местни вестници и списания. Завършва с магистърска степен по творческо писане Университета на Британска Колумбия.
През 2012 г. е публикуван първия ѝ сборник с поезия „North End Love Songs“ (Любовни песни от Севера). Той отразява нейния интензивен и противоречив опит от живота в квартала, в който израства, и който е известен с високите си нива на престъпност и бедност, но също така и с процъфтяваща култура и общност. Сборникът печели наградата на генерал-губернатора, най-голямата канадска награда за литература.
В периода 2014-2015 г. публикува 7 книги с илюстрации за деца, в които ги запознава със седемте свещени учения на местните индианци анишинаабе.
През 2016 г., заедно с Ерика Макфърсон, прави краткия документален филм „Тази река“, в който пресъздава търсенето на йзчезнал любим човек. В голяма степен той се основава на собствените ѝ преживявания, когато е 14-годишна и изчезва по-големият ѝ брат, открит мъртъв 6 месеца по-късно. Филмът печели канадскта награда за най-добър кратък докумевтален филм на Монреалския филмов фентивал.
През 2017 г. е издаден дабютният ѝ роман „Празнината“. Главната героиня Стела се обажда в полицията, когато вижда човек в беда близо до дома си, в тясна, запустяла и опасна ивица земя в Унипег, място наречено от нея „празнината“. В поредица от редуващи се истории на хора свързани с жертвата се представят десет гледни точки водещи към изясняване на извършеното престъпление. Романът е номиниран и удостоен с множество награди, сред които и тази на Амазон за дебютен роман на 2017 г.
През 2017 г. е издаден и първият ѝ графичен роман „Pemmican Wars“ от поредицата „Момичето наричано Ехо“ илюстриран от Скот Хендерсън и Донован Яцюк. Поредицата е за приключенията на 13-годишно момиче, метиската Ехо, която се намира в миналото по време на часовете по история в училище. Пътувайки между настоящето и миналото, тя изследва историята и културата на метисите, техните исторически търговски пътища и лова на бизони.
В своите произведения изследва някои от най-важните въпроси, пред които е изправена Канада – търсенето на идентичност и продължаващите ефекти на историческите и институционални предразсъдъци. Тя се застъпва за правата на индианците и протестира срещу равнодушието на правителството и медиите към проблемите на нейния народ

## Произведения

### Самостоятелни романи
- The Break (2017)
Празнината, изд. „Жар-Жанет-Аргирова“ (2018), прев. Мария Стоева

### Серия „Момичето наричано Ехо“ (Girl Called Echo) – графични романи
1. Pemmican Wars (2017)
2. Red River Resistance (2018)
3. Northwest Resistance (2020)

### Детски книги с илюстрации
- The Girl and the Wolf (2019)

#### Серия „Седемте учения“ (The Seven Teachings Stories)
1. The First Day (2014)
2. The Just Right Gift (2014)
3. Kode's Quest(ion) (2014)
4. Singing Sisters (2014)
5. Amik Loves School (2015)
6. Misaabe's Stories (2015)
7. What is Truth, Betsy? (2015)

### Сборници
- North End Love Songs (2012) – поезия
- River woman (2018) – поезия